# 阿尔乡
阿尔乡，是中华人民共和国四川省凉山彝族自治州甘洛县曾经下辖的一个乡。2020年6月，撤销阿尔乡，将原阿尔乡所属行政区域划归普昌镇管辖。

## 行政区划
阿尔乡撤销前下辖以下地区：
乃乌村、地坝村、马达村、且木村、哈莫村、所池村和眉山村。